# Glyptophidium macropus
Glyptophidium macropus är en fiskart som beskrevs av Alcock, 1894. Glyptophidium macropus ingår i släktet Glyptophidium och familjen Ophidiidae. Inga underarter finns listade i Catalogue of Life.